# Lâu đài Moszna
Lâu đài Moszna (tiếng Ba Lan: Pałac w Mosznej) là một lâu đài lịch sử tọa lạc ở Moszna, phía tây nam Ba Lan. Lâu đài Moszna là một trong những di tích nổi tiếng nhất của tỉnh Opole và thường xuyên góp mặt trong danh sách những lâu đài đẹp nhất thế giới.

## Lược sử

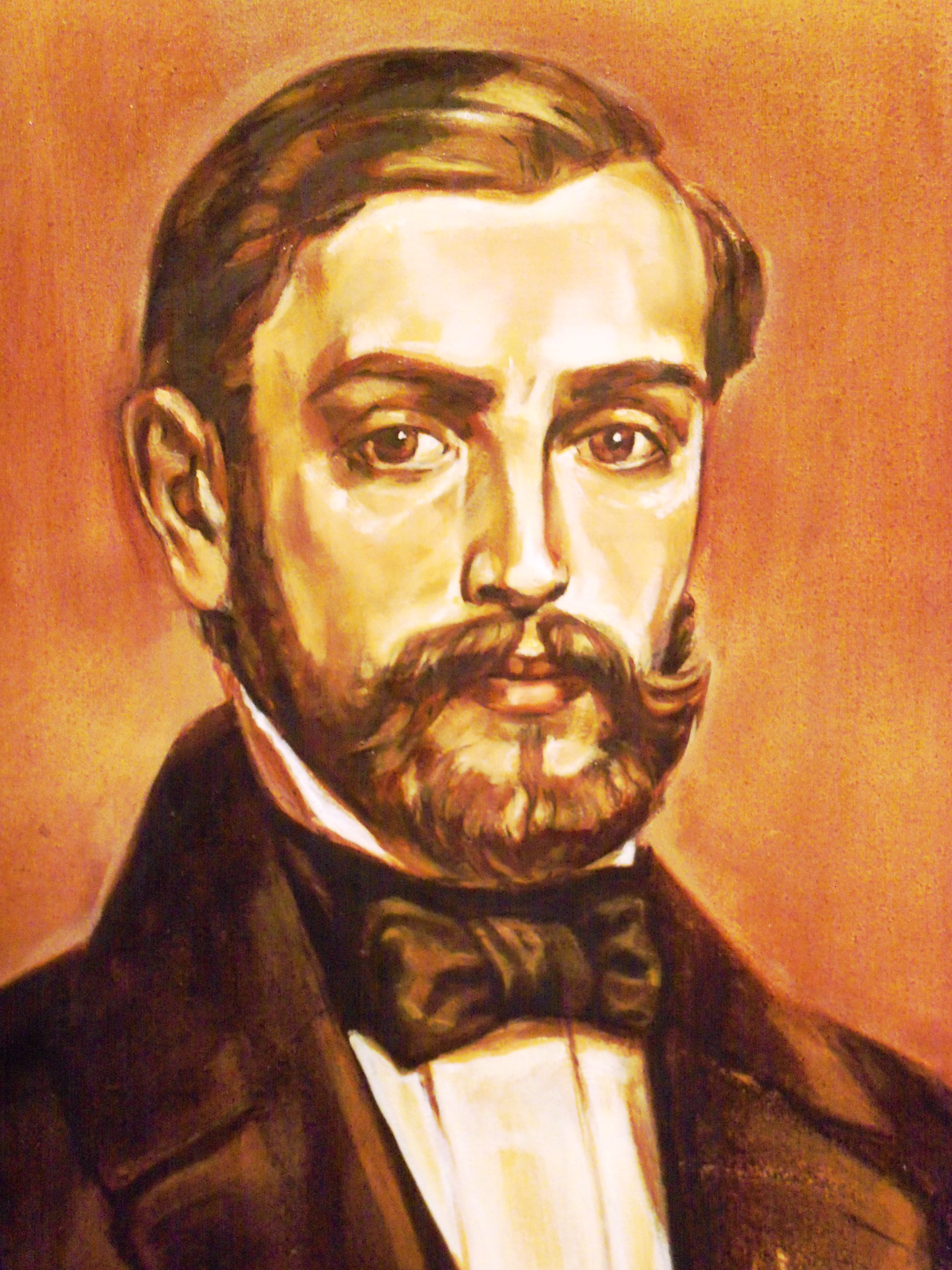
Hubert von Tiele-Winckler

Lịch sử của Lâu đài Moszna bắt đầu từ thế kỷ 17. Từ năm 1866 đến mùa xuân năm 1945, Lâu đài Moszna là nơi ở của gia đình Tiele-Winckler, họ là những ông trùm công nghiệp. Sau đó, họ buộc phải chạy trốn sang Đức khi Lâu đài bị Hồng quân tạm thời chiếm đóng. Khoảng thời gian ngắn do Liên Xô kiểm soát đã gây ra thiệt hại đáng kể cho nội thất của Lâu đài.
Lâu đài đã được Hoàng đế Đức Wilhelm II viếng thăm hai lần, vào năm 1911 và 1912.
Sau Chiến tranh thế giới thứ hai, Lâu đài Moszna trở thành trụ sở của nhiều tổ chức khác nhau. Năm 1972, Lâu đài được dùng làm viện dưỡng lão, sau đó trở thành Trung tâm Chăm sóc Sức khỏe Cộng đồng về Liệu pháp Trị liệu Thần kinh. Ngày nay, khách du lịch có thể đến tham quan Lâu đài vì cơ sở y tế này đã chuyển đến một địa điểm khác trong khu vực lân cận.

## Kiến trúc
Toàn bộ khu phức hợp bao gồm lâu đài, một công viên không có ranh giới chính xác và các cánh đồng, đồng cỏ và rừng gần đó. Phần trung tâm của Lâu đài Moszna được thiết kế theo kiểu Baroque đã bị lửa thiêu rụi một phần vào đêm ngày 2 tháng 4 năm 1896. Cùng năm, Franz Hubert von Tiele-Winckler (con trai của Hubert von Tiele-Winckler) xây dựng lại và mở rộng Lâu đài theo kiểu Gothic. Lâu đài Moszna được xây dựng theo nhiều phong cách kiến trúc nên có thể được định nghĩa chung là chiết trung. Toàn bộ Lâu đài có 99 tháp pháo, 365 phòng với tổng diện tích sử dụng là 7.000 mét vuông.
Lâu đài Moszna cũng có một nhà nguyện được sử dụng làm phòng hòa nhạc. Từ năm 1998, bên trong Lâu đài đặt một phòng trưng bày, tại đây thường xuyên triển lãm giới thiệu các tác phẩm của nhiều họa sĩ khác nhau.

## Triển lãm

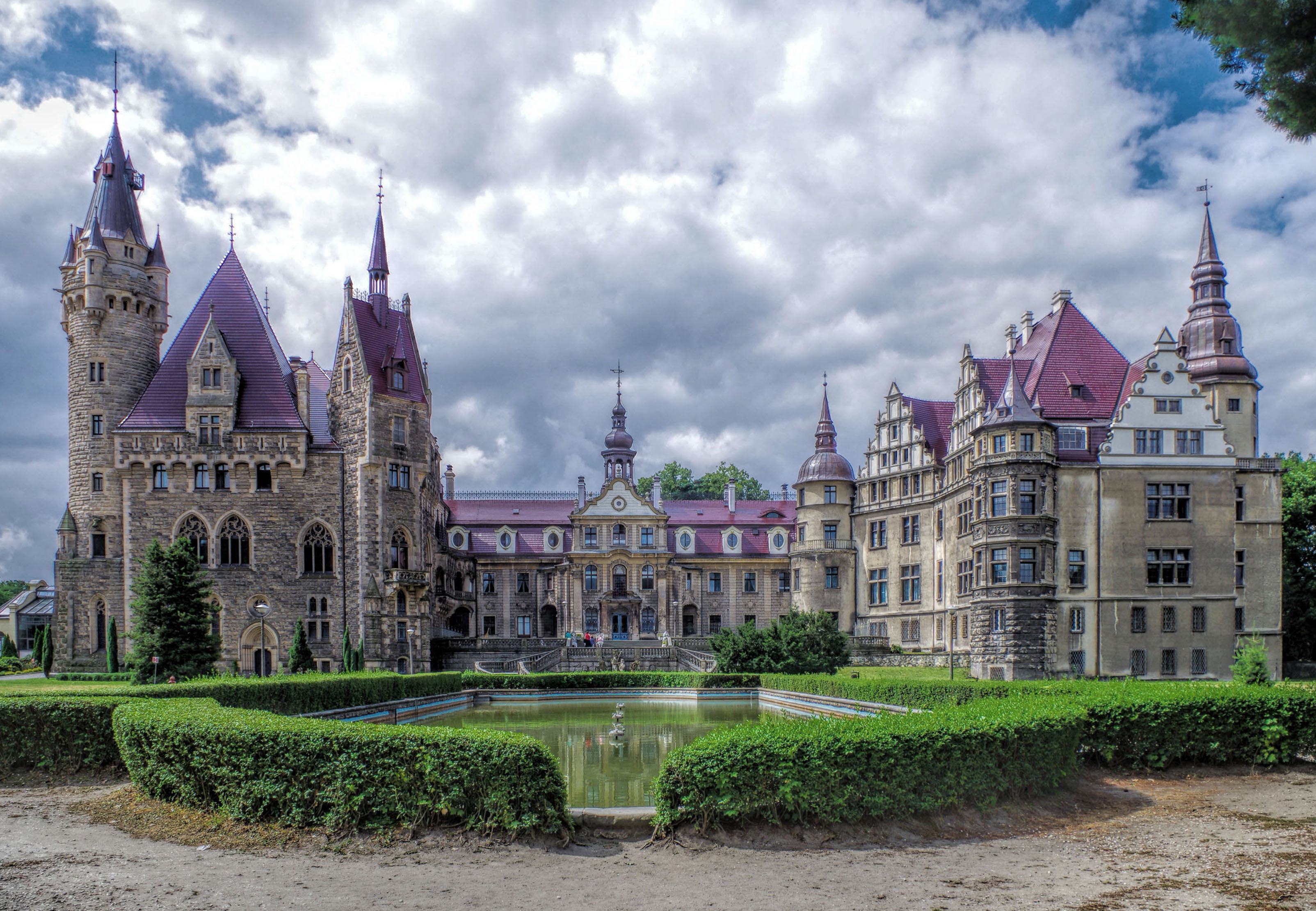
Mặt trước của Lâu đài Moszna
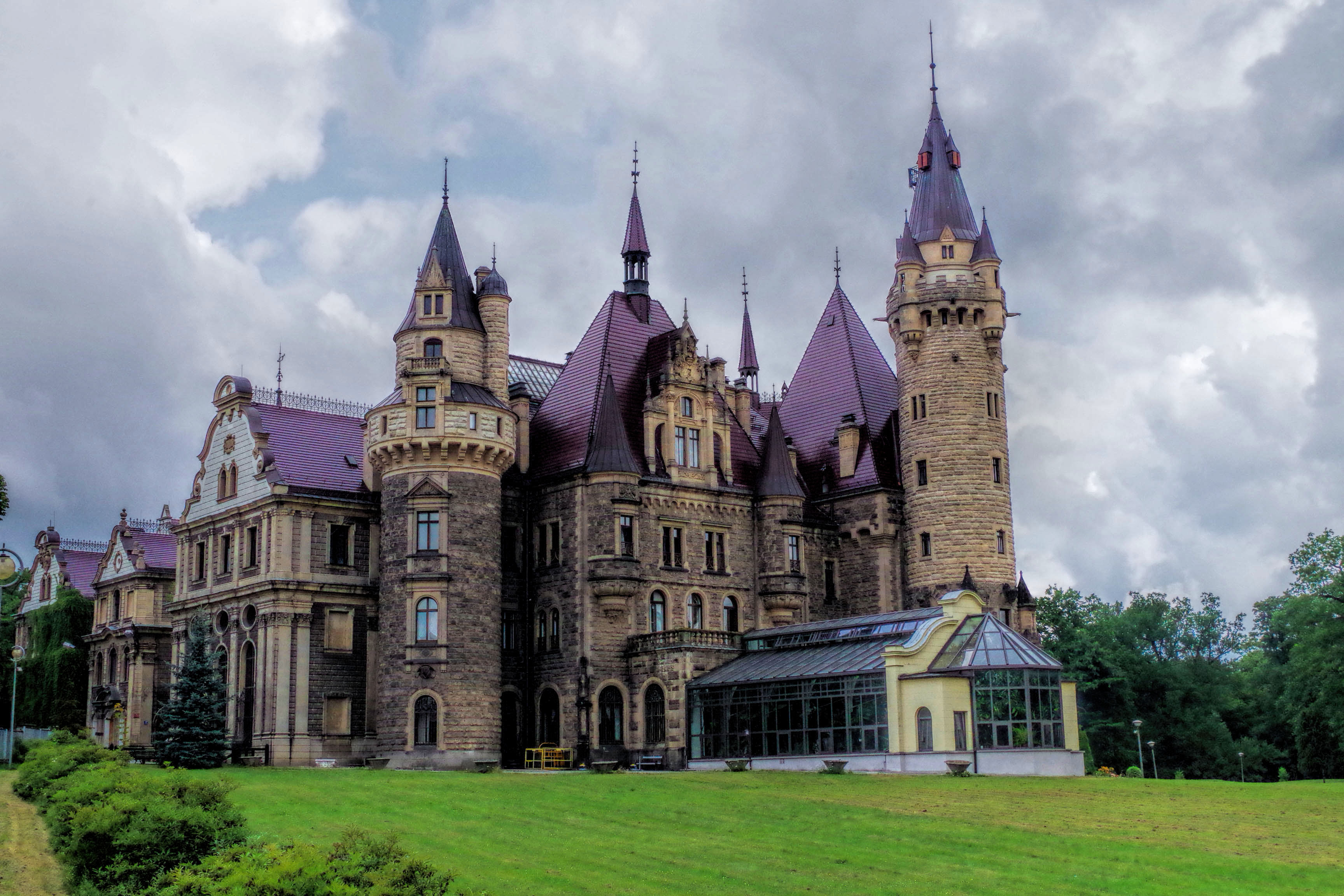
Lâu đài Moszna với một khu nhà kính liền kề
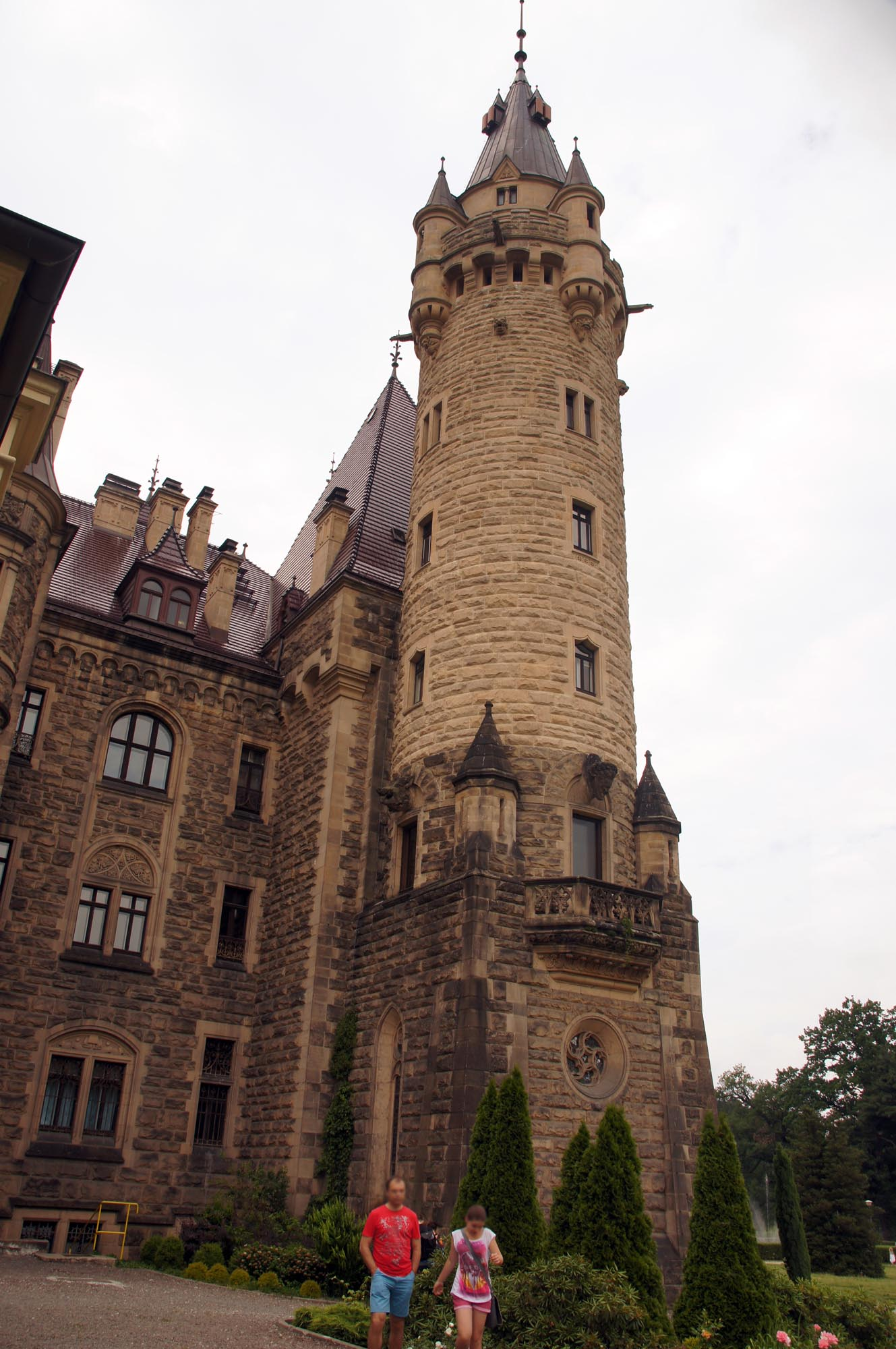
Một trong những tòa tháp của Lâu đài
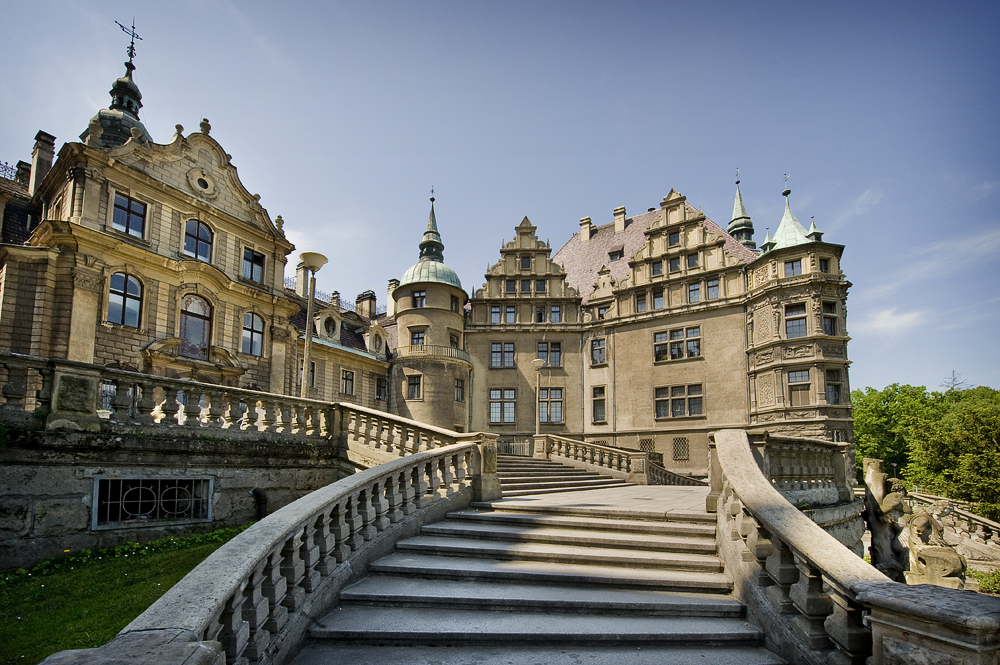
Cầu thang
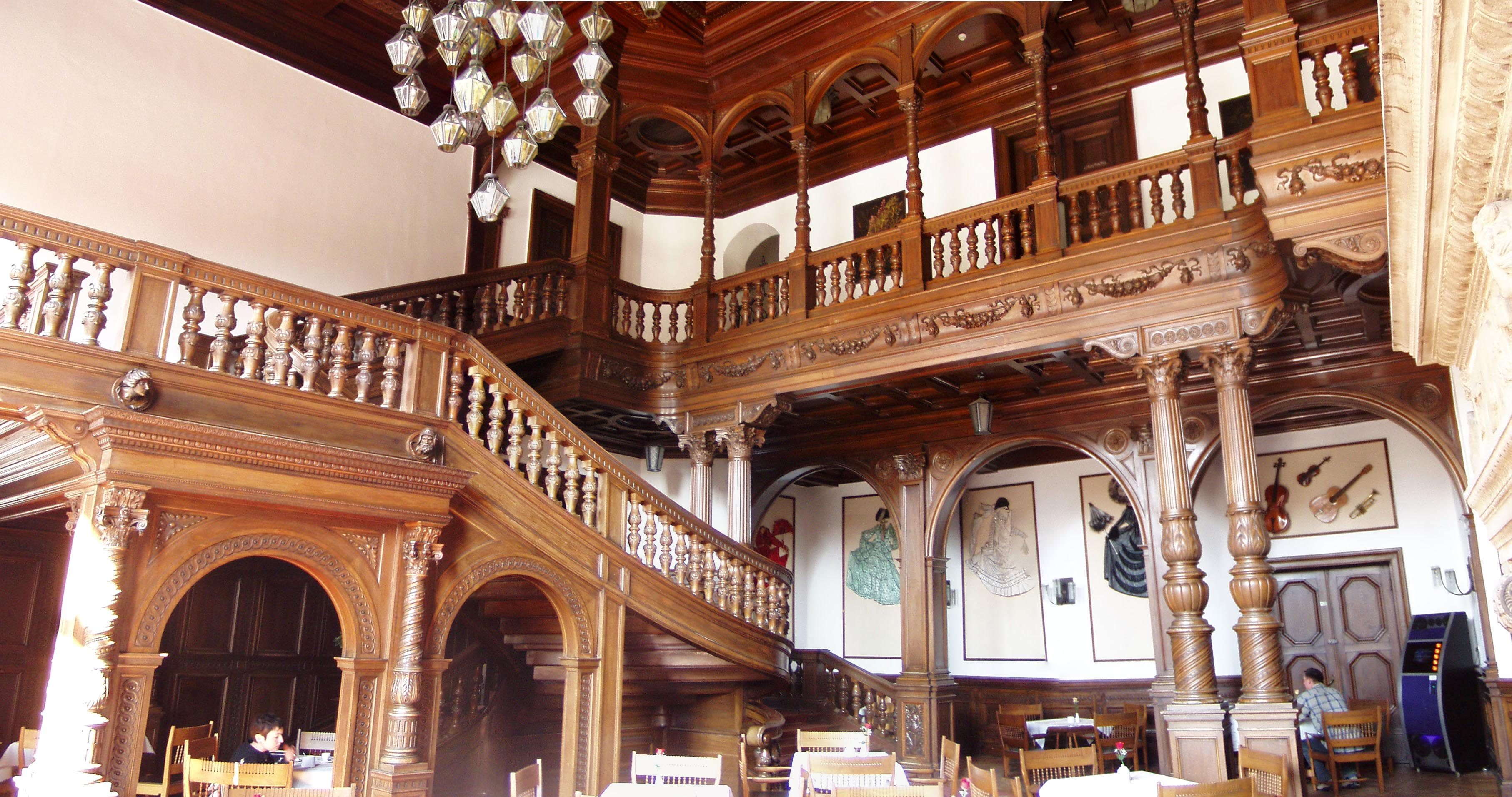
Nội thất